# Frontera entre Cuba y Reino Unido
La frontera entre Cuba y Reino Unido es un límite internacional marítimo que discurre en el mar Caribe en el Atlántico norte mediante el territorio de ultramar de las Islas Caimán.

## Descripción

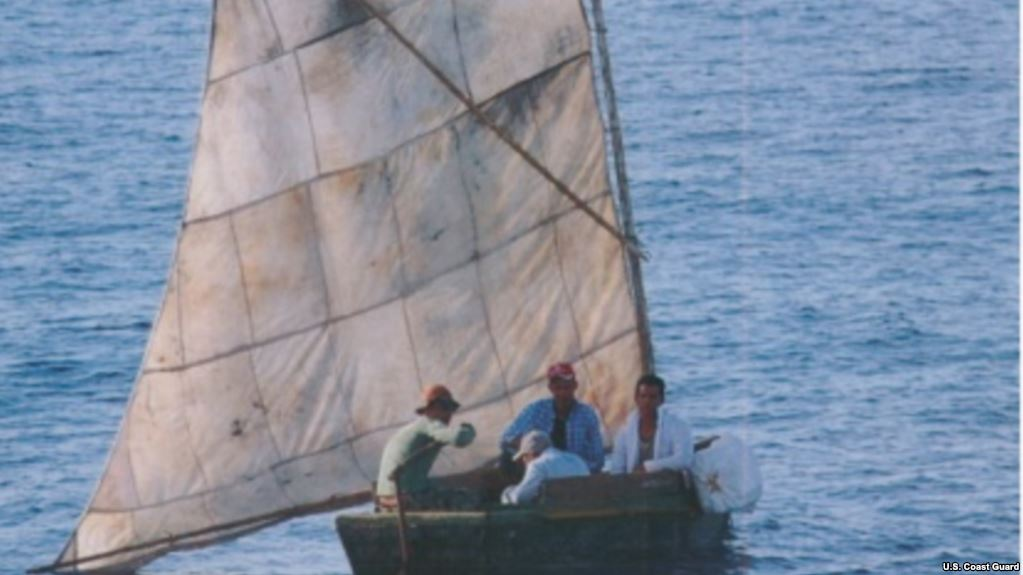
Los balseros cubanos trasladaba inmigrantes a las Islas Caimán.

La frontera se encuentra en medio de la fosa de las Caimán a 100 millas entre ambas islas. A inicios de los años 2000 Cuba y el gobierno de las Islas Caimán firmaron un acuerdo para que los barcos provenientes de la isla hispanoamericana puedan andar por las aguas británicas con la condición de no desembarcar en los puertos de Caimán.
El acuerdo firmado entre los dos gobiernos tenía implicancias políticas, ya que el gobierno cubano quería evitar que más cubanos salieran del país e Islas Caimán evitar que inmigrantes ingresen a su territorio. La situación humanitaria es un tema recurrente en la frontera cubano-británica. En diciembre del 2020, un grupo de 12 personas (diez hombres y dos mujeres) llegaron a la costa de la isla Pequeña Caimán a bordo de una embarcación improvisada sin motor. Actualmente hay varias décenas de cubanos bajo estatuto de Protección Internacional residiendo en este territorio británico, en 2014 la administración de las islas aseguró que gastaba cerca de un millón de dólares anuales en labores de acogida, refugio y otros relacionados con la migración cubana.